# Citroën Xsara

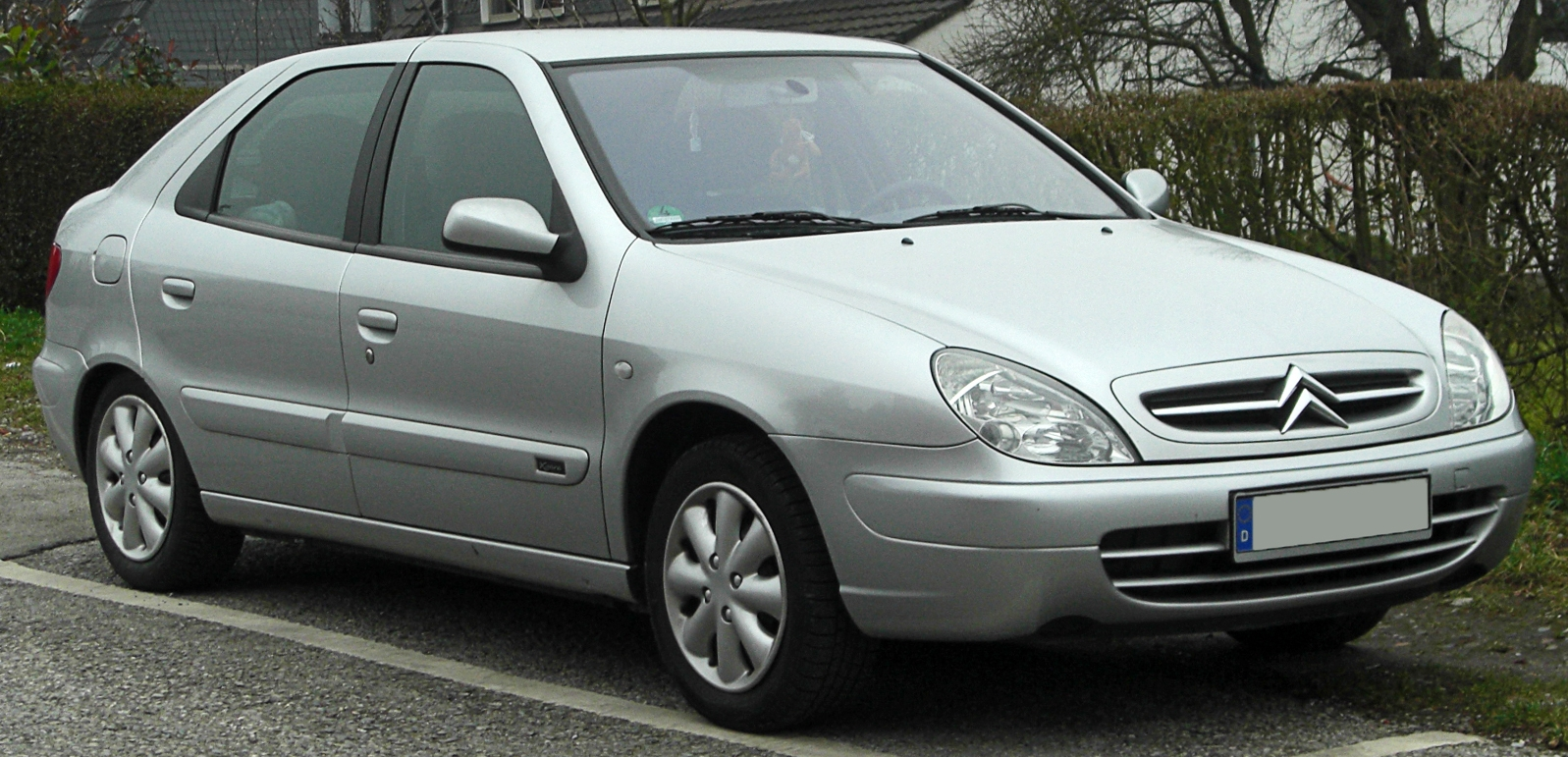
Citroën Xsara efter ansiktslyft 2000.

Citroën Xsara är en mellanklassmodell ifrån Citroën som har haft stora framgångar i rally. Tävlingsbilen vann VM med Sébastien Loeb tre gånger, 2004-2006.
Modellen lanserades 1997 som årsmodell 1998 och ersatte då ZX. Den hade då utvecklats under 196 veckor och kostat företaget motsvarande 6,3 miljarder kronor. Den fanns i halvkombiversioner med antingen 3 eller 5 dörrar, samt som kombi. År 2000 kompletterade MPV-modellen Xsara Picasso programmet vidare. Hösten 2000 fick Xsara inför årsmodell 2001 en välbehövlig ansiktslyftning för att bättre anknyta till övriga Citroënmodeller vid den tiden. År 2004 ersattes den av C4, men Xsara Picasso fortsatte tillverkas något år innan den också fick en ersättare (Citroën C4 Picasso).

## Motoralternativ
| Modell        | Årsmodell | Motor                   | Cylindervolym | Effekt | Vridmoment | Bränslesystem      |
| ------------- | --------- | ----------------------- | ------------- | ------ | ---------- | ------------------ |
| 1.4 i         | 1998-2004 | 4-cyl radmotor SOHC 8V  | 1360 cm³      | 75 hk  | 111 Nm     | Bränsleinsprutning |
| 1.6 i         | 1998-2000 | 4-cyl radmotor SOHC 8V  | 1587 cm³      | 88 hk  | 135 Nm     | Bränsleinsprutning |
| 1.6 i 16V     | 2001-2004 | 4-cyl radmotor DOHC 16V | 1587 cm³      | 109 hk | 147 Nm     | Bränsleinsprutning |
| 1.8 i         | 1998-2000 | 4-cyl radmotor SOHC 8V  | 1762 cm³      | 90 hk  | 147 Nm     | Bränsleinsprutning |
| 1.8 i 16V     | 1998-2000 | 4-cyl radmotor DOHC 16V | 1762 cm³      | 110 hk | 155 Nm     | Bränsleinsprutning |
| 2.0 i 16V     | 1998-2000 | 4-cyl radmotor DOHC 16V | 1998 cm³      | 132 hk | 180 Nm     | Bränsleinsprutning |
| 2.0 i 16V     | 2001-2004 | 4-cyl radmotor DOHC 16V | 1997 cm³      | 136 hk | 190 Nm     | Bränsleinsprutning |
| 2.0 i 16V VTS | 1998-2002 | 4-cyl radmotor DOHC 16V | 1998 cm³      | 163 hk | 193 Nm     | Bränsleinsprutning |
| 1.4 HDi       | 2003-2004 | 4-cyl radmotor SOHC 8V  | 1398 cm³      | 68 hk  | 160 Nm     | Turbodiesel        |
| 1.9 D         | 1998-2002 | 4-cyl radmotor SOHC 8V  | 1868 cm³      | 68 hk  | 125 Nm     | Sugdiesel          |
| 1.9 TD        | 1998      | 4-cyl radmotor SOHC 8V  | 1905 cm³      | 90 hk  | 196 Nm     | Turbodiesel        |
| 2.0 HDi       | 1999-2004 | 4-cyl radmotor SOHC 8V  | 1997 cm³      | 90 hk  | 205 Nm     | Turbodiesel        |
| 2.0 HDi       | 1999-2004 | 4-cyl radmotor SOHC 8V  | 1997 cm³      | 109 hk | 250 Nm     | Turbodiesel        |